# Список млекопитающих Кыргызстана
Этот список млекопитающих неполный. Подробности см. на странице обсуждения.
Это список видов млекопитающих, зарегистрированных в Кыргызстане. В Кыргызстане насчитывается 43 вида млекопитающих, из которых 4 находятся под угрозой исчезновения, 5 являются уязвимыми и 3 вида близки к уязвимому положению.
Следующие теги используются для выделения статуса сохранения каждого вида по оценке МСОП:
- — вымершие в дикой природе виды
- — исчезнувшие в дикой природе, представители которых сохранились только в неволе
- — виды на грани исчезновения (в критическом состоянии)
- — виды под угрозой исчезновения
- — уязвимые виды
- — виды, близкие к уязвимому положению
- — виды под наименьшей угрозой
- — виды, для оценки угрозы которым не хватает данных

Некоторые виды были оценены с использованием более ранних критериев. Виды, оцененные с использованием этой системы, имеют следующие категории вместо угрожаемых и наименее опасных:
| LR/cd | Lower risk/conservation dependent | Виды, которые были в центре внимания программ сохранения и, возможно, перешли в категорию более высокого риска, если эта программа была прекращена. |
| LR/nt | Lower risk/near threatened        | Виды, которые близки к тому, чтобы классифицироваться как уязвимые, но не являются объектом программ сохранения.                                    |
| LR/lc | Lower risk/least concern          | Виды, для которых не существует идентифицируемых рисков.                                                                                            |

## Подкласс:Звери

### Инфракласс:Eutheria

#### Отряд:Грызуны(грызуны)
- Подотряд: Белкообразные
  - Семейство: Беличьи (белки)
    - Подсемейство: Xerinae
      - Триба: Marmotini
        - Род: Сурки

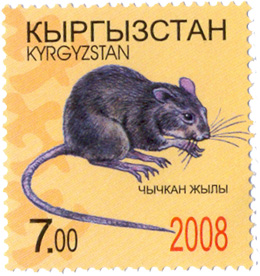
Марка «Год Крысы» из Кыргызстана

          - Серый сурок, Marmota baibacina LR/lc
          - Длиннохвостый сурок, Marmota caudata LR/nt
          - Сурок Мензбира, Marmota menzbieri VU

        - Род: Суслики
          - Реликтовый суслик, Spermophilus relictus LR/lc

  - Семейство: Соневые (сони)
    - Подсемейство: Leithiinae
      - Род: Лесные сони
        - Лесная соня, Dryomys nitedula LR/nt

  - Семейство: Тушканчиковые (тушканчики)
    - Подсемейство: Allactaginae
      - Род: Земляные зайцы
        - Тушканчик Виноградова, Allactaga vinogradovi LR/lc

  - Семейство: Хомяковые
    - Подсемейство: Полёвковые
      - Род: Лесные полёвки
        - Тяньшаньская полёвка, Clethrionomys centralis LR/lc

      - Род: Слепушонки
        - Алайская слепушонка, Ellobius alaicus EN

      - Род: Серые полёвки
        - Microtus kirgisorum LR/lc

  - Семейство: Мышиные (мыши, крысы, полевки, песчанки, хомяки и т. д.)
    - Подсемейство: Песчанковые
      - Род: Малые песчанки
        - Полуденная песчанка, Meriones meridianus LR/lc
        - Тамарисковая песчанка, Meriones tamariscinus LR/lc

    - Подсемейство: Мышиные
      - Род: Крысы
        - Туркестанская крыса, Rattus turkestanicus LR/lc

#### Отряд:Зайцеобразные(зайцеобразные)
- Семейство: Пищуховые (пищухи)
  - Род: Пищухи
    - Большеухая пищуха, Ochotona macrotis LR/lc
    - Красная пищуха, Ochotona rutila LR/lc

#### Отряд:Ежеобразные(ежи и гимнуры)
- Семейство: Ежовые (ежи)
  - Подсемейство: Настоящие ежи
    - Род: Ушастые ежи

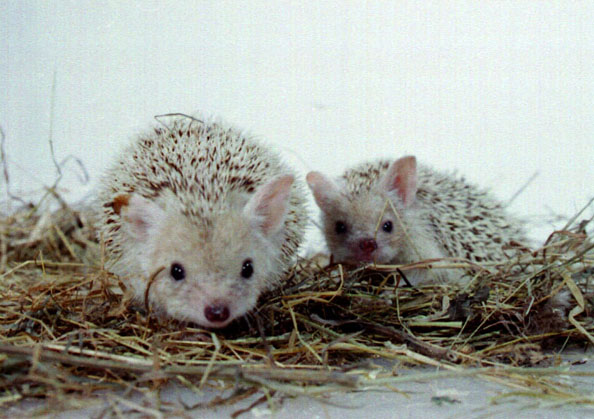
Ушастый ёж

      - Ушастый ёж, Hemiechinus auritus LR/lc

#### Отряд:Насекомоядные(землеройки, кроты и щелезубы)

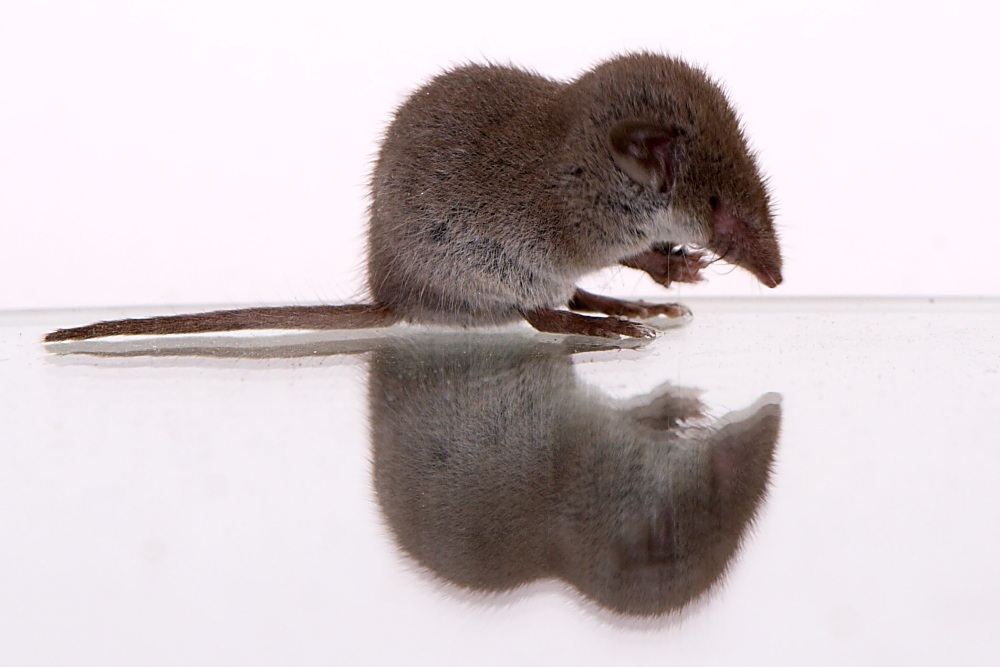
Малая белозубка

- Семейство: Землеройковые (землеройки)
  - Подсемейство: Белозубочьи
    - Род: Белозубки
      - Crocidura gueldenstaedtii LR/lc
      - Малая белозубка, Crocidura suaveolens LR/lc

  - Подсемейство: Бурозубочьи
    - Триба: Nectogalini
      - Род: Куторы
        - Обыкновенная кутора, Neomys fodiens LR/lc

    - Триба: Soricini
      - Род: Бурозубки
        - Малая бурозубка, Sorex minutus LR/lc

#### Отряд:Рукокрылые(летучие мыши)
- Семейство: Гладконосые летучие мыши
  - Подсемейство: Myotinae
    - Род: Ночницы
      - Трёхцветная ночница, Myotis emarginatus VU

  - Подсемейство: Vespertilioninae
    - Род: Кожаны
      - Пустынный кожан, Eptesicus bottae LC
- Семейство: Подковоносые
  - Подсемейство: Rhinolophinae
    - Род: Подковоносы
      - Большой подковонос, Rhinolophus ferrumequinum LR/nt
      - Малый подковонос, Rhinolophus hipposideros LC

#### Отряд:Хищные(хищники)
- Подотряд: Кошкообразные
  - Семейство: Кошачьи (кошки)
    - Подсемейство: Малые кошки
      - Род: Кошки
        - Камышовый кот, Felis chaus LC

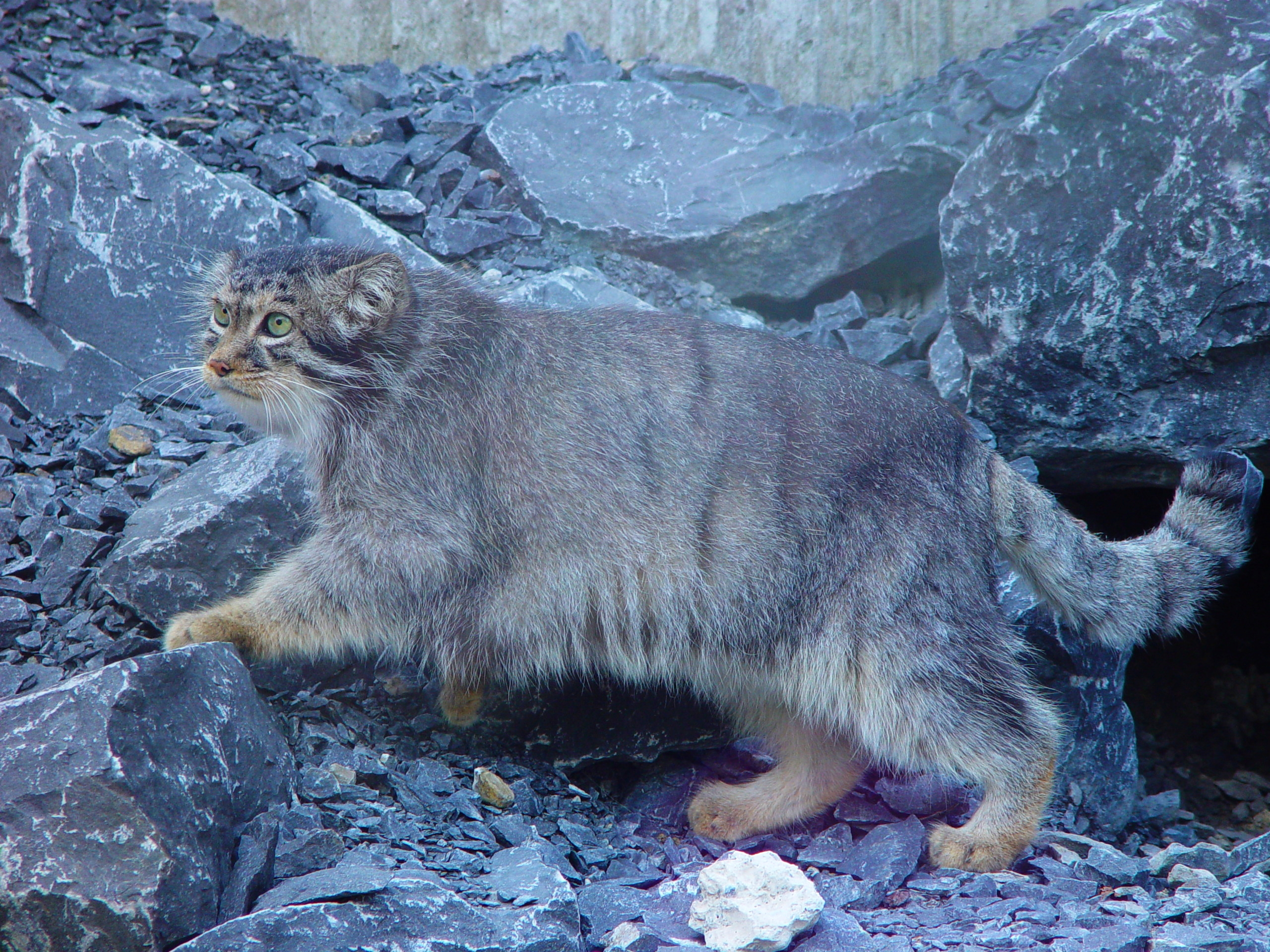
Манул

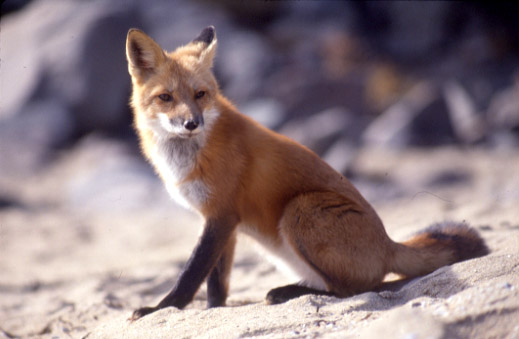
Обыкновенная лисица

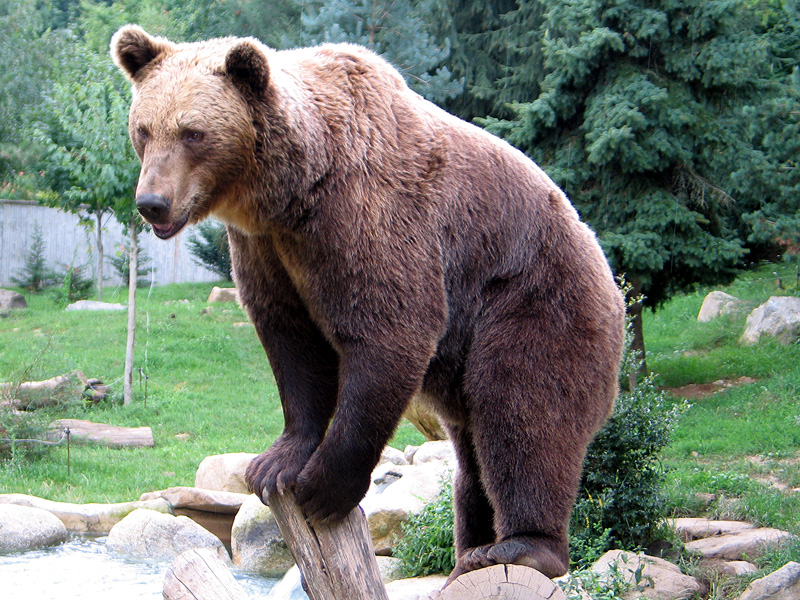
Бурый медведь

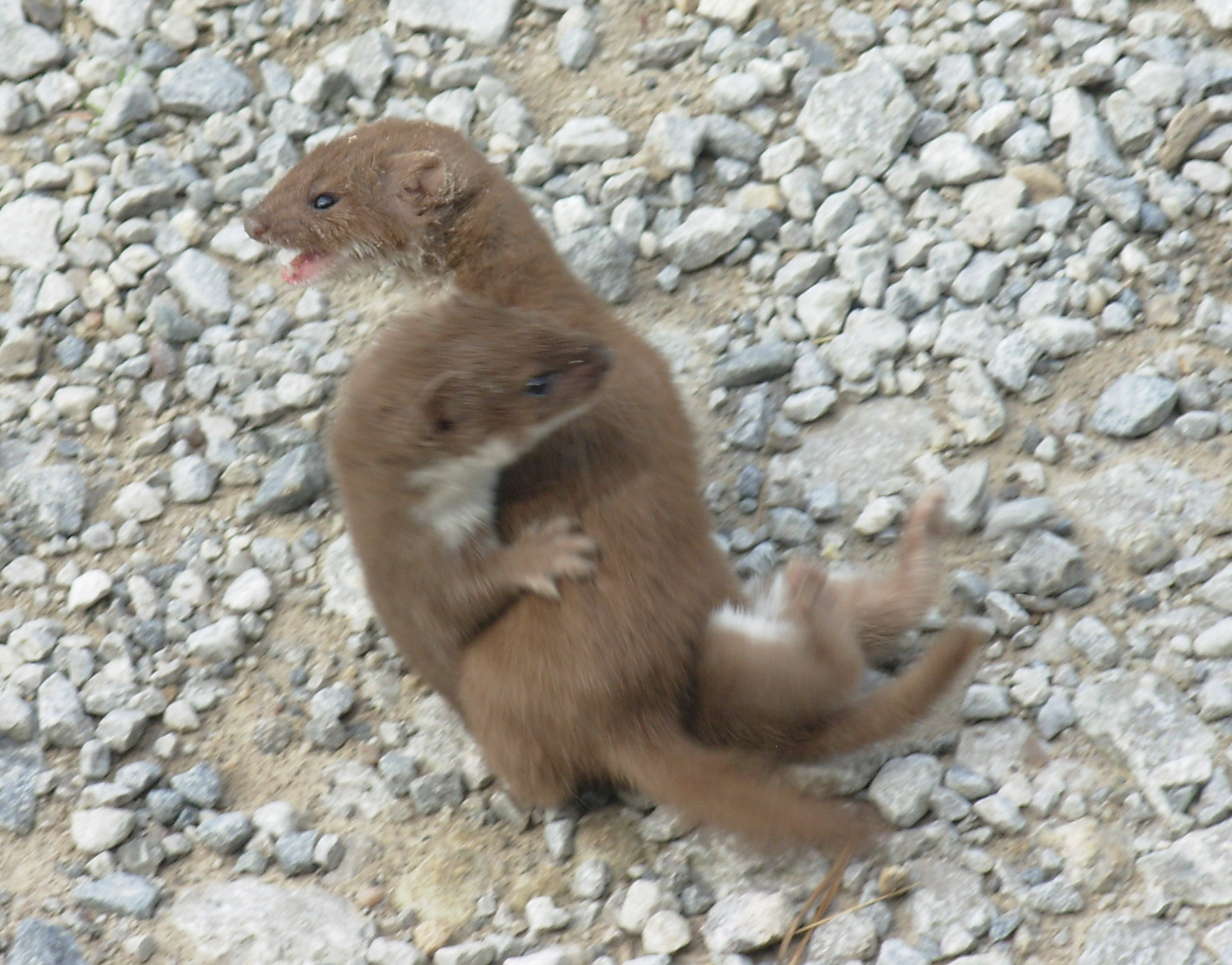
Обыкновенная ласка

        - Туркестанский степной кот, Felis silvestris caudata LC
        - Манул, Felis manul NT

      - Род: Рыси
        - Обыкновенная рысь, Lynx lynx NT

    - Подсемейство: Большие кошки
      - Род: Пантеры
        - Закавказский тигр, Panthera tigris virgata EX
        - Ирбис, Panthera uncia EN
- Подотряд: Собакообразные
  - Семейство: Псовые (собаки, лисы)
    - Род: Лисицы
      - Корсак, Vulpes corsac LC
      - Обыкновенная лисица, Vulpes vulpes LC

    - Род: Волки
      - Волк, Canis lupus LC

    - Род: Красные волки
      - Красный волк, Cuon alpinus hesperius CR

  - Семейство: Медвежьи (медведи)
    - Род: Медведи
      - Бурый медведь, Ursus arctos LR/lc

  - Семейство: Куньи (куньи)
    - Род: Хорьки
      - Горностай, Mustela erminea LR/lc
      - Степной хорёк, Mustela eversmanii LR/lc
      - Обыкновенная ласка, Mustela nivalis LR/lc

    - Род: Куницы
      - Каменная куница, Martes foina LR/lc

    - Род: Выдры
      - Выдра, Lutra lutra EX

#### Отряд:Парнокопытные(парнокопытные)

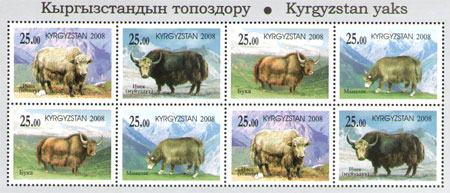
«Яки Кыргызстана», блок марок

- Семейство: Полорогие (крупный рогатый скот, антилопы, овцы, козы)
  - Подсемейство: Настоящие антилопы
    - Род: Газели
      - Джейран, Gazella subgutturosa EW

  - Подсемейство: Козлиные
    - Род: Горные козлы
      - Сибирский горный козёл, Capra sibirica LR/lc

    - Род: Бараны
      - Архар, Ovis ammon VU
- Семейство: Оленевые (олени)
  - Подсемейство: Настоящие олени
    - Род: Олени
      - Вапити, Cervus canadensis

  - Подсемейство: Odocoileinae
    - Род: Косули
      - Сибирская косуля, Capreolus pygargus

## Чёрная книга (виды и подвиды, исчерзнувшие после 1500 г.)
Закавказский (=туранский) тигр, обыкновенная выдра, джейран (исчез в дикой природе, но есть в питомнике), кулан (возможно исчез до 1500 г.).